# 上市郵便局
上市郵便局（かみいちゆうびんきょく）は富山県中新川郡上市町にある郵便局。民営化前の分類では集配普通郵便局であった（現在は集配機能を廃止）。

## 概要
民営化直前の集配業務再編において、多くの集配普通郵便局は統括センターとなったが、当局は配達センターとされたため、民営化後も郵便事業株式会社の支店は併設されず、集配センターが併設された。

## 沿革
- 1874年（明治7年）1月15日 - 上市郵便取扱所として開設される[1]。
- 1875年（明治8年）1月1日 - 上市郵便局（五等）となる[1]。
- 1881年（明治14年）7月 - 四等郵便局となる[1]。
- 1885年（明治18年）6月16日 - 貯金の取扱を開始する[2]。
- 1886年（明治19年）4月26日 - 三等郵便局となる[1]。
- 1888年（明治21年）5月16日 - 為替の取扱を開始する[2]。
- 1896年（明治29年）7月1日 - 小包郵便の取扱を開始する[3]。
- 1897年（明治30年）2月21日 - 上市郵便電信局となる[4]。
- 1903年（明治36年）4月1日 - 通信官署官制の施行に伴い上市郵便局となる[1]。
- 1910年（明治43年）12月26日 - 電話通話事務を開始する[5][6]。
- 1915年（大正4年）2月21日 - 電話交換業務を開始する[7]。
- 1953年（昭和28年）3月25日 - 電気通信業務の取扱を上市電報電話局に移管[8]。
- 1955年（昭和30年）
  - 6月1日 - 極楽寺簡易郵便局の廃止に伴い、その取扱事務を承継する[9]。
  - 6月16日 - 柿沢簡易郵便局から一部業務を承継する[10]。
- 1956年（昭和31年）10月1日 - 電話通話および和文電報受付事務の取扱を開始する[11]。
- 1961年（昭和36年）5月10日 - 特定郵便局から普通郵便局に局種別を改定する[12]。
- 1965年（昭和40年）5月 - 三日市地内の駅前通りに鉄筋2階建の局舎および平屋ブロック造の附属建物の竣工[13]。
- 1966年（昭和41年） - 富山県東部の郵便局では初めて日曜日休配を導入した[13]。
- 1972年（昭和47年）4月1日 - 大岩郵便局の廃止に伴い、取扱事務を承継する[14]。
- 1975年（昭和50年）5月1日 - 白萩郵便局の廃止に伴い、和文電報配達事務を除く[15]取扱事務を承継する[16]。
- 1981年（昭和56年）
  - 5月16日 - 局舎新築に伴い、手狭になった旧局舎の向かいの空き地に建てられたプレパブ一部2階建て延べ500m2の仮局舎への引っ越し作業を開始[17]。
  - 5月18日 - 仮局舎での業務を開始[17]。
  - 5月20日 -新局舎の起工式を挙行[18]。
- 1982年（昭和57年）4月5日 - 鉄筋2階建て（旧局舎の3倍の広さ）の新局舎にて業務を開始[19]。同日から同月21日まで、局舎新築落成を記念し、小型記念通信日付印を使用する[20]。
- 1983年（昭和58年） - ATMの取り扱いを開始[13]。
- 1988年（昭和63年）11月1日 - 白萩簡易郵便局の廃止に伴い、取扱事務を承継。
- 1989年（昭和64年→平成元年） - 上市町とタイアップした住民票などの郵送サービスを開始[13]。
- 2000年（平成12年）8月14日 - 外国通貨の両替および旅行小切手の売買に関する業務取扱を開始する[21]。
- 2007年（平成19年）10月1日 - 民営化に伴い、併設された郵便事業富山南支店上市集配センターに一部業務を移管。
- 2012年（平成24年）10月1日 - 日本郵便株式会社発足に伴い、郵便事業富山南支店上市集配センターを上市郵便局に統合。
- 2017年（平成29年）3月6日 - 集配業務を立山郵便局に移管。

## 取扱内容
- 郵便、印紙、ゆうパック、内容証明
- 貯金、為替、振替、振込、国際送金、国債、投資信託
- 生命保険、バイク自賠責保険、自動車保険
- ゆうちょ銀行ATM

## 周辺
- 上市駅
  - アルプス農業協同組合本店
- 上市町役場
- かみいち総合病院
- 町立上市図書館
- 上市町立上市中央小学校
- カミール（商業施設）
- 上市川

## アクセス
- 富山地方鉄道本線 上市駅から東へ約160m（徒歩約1分）
- 北陸自動車道 立山ICから北東へ約4km、滑川ICから南へ約6km
- 富山県道46号上市北馬場線沿い
- 駐車場あり：10台